# Herz aus Glas (album)
Herz aus Glas is een album uit 1977 van de Duitse rockgroep Popol Vuh. In Frankrijk verscheen het met een andere hoes als Cœur de Verre. Het draagt de ondertitel Singet, Denn der Gesang Vertreibt die Wölfe.... Het album levert de soundtrack van de film Herz aus Glas, van de Duitse regisseur Werner Herzog, waarmee de band eerder al samenwerkte.

## Tracks
1. "Engel der Gegenwart" – 8:18
2. "Blätter aus dem Buch der Kühnheit" – 4:19
3. "Das Lied von den hohen Bergen" – 4:12
4. "Hüter der Schwelle" – 3:47
5. "Der Ruf" – 4:42
6. "Singet, denn der Gesang vertreibt die Wölfe" – 4:15
7. "Gemeinschaft" – 3:50

Op een cd-heruitgave uit 2005 op het label SPV werden als bonus een gitaarversie van "Auf dem Weg - On The Way" en een gitaarversie van "Hand in Hand in Hand" opgenomen. 

## Bezetting
- Florian Fricke: piano
- Daniel Fichelscher: gitaar, percussie

Gastmuzikanten:
- Alois Gromer: sitar
- Mathias von Tippelskirch: fluit